# Castillo de Salsta
El Castillo de Salsta es una casa de campo en Suecia, situada al norte de Vattholma, municipio de Uppsala, aproximadamente a 25 kilómetros al norte de Uppsala. Un castillo fortificado ya estaba presente en el lugar a finales del siglo XIII, y la propiedad ha pertenecido a algunas de las más influyentes familias nobles de Suecia, notablemente los Oxenstierna, Bielke y Brahe. El actual palacio barroco fue erigido en estilo barroco francés en la década de 1670 por Nils Bielke el Joven, 1º Conde Bielke af Åkerö y Conde Imperial de Torgelow, e incorpora elementos de una castillo renacentista anterior, y es diseñado y construido por Mathias Spieler tras un diseño previo de Nicodemus Tessin el Viejo.
- Datos: Q7405779
- Multimedia: Salsta slott / Q7405779